# Oswald Lewis
Oswald Joseph Lewis (* 30. Juli 1944 in Kemmannu, Karnataka, Indien) ist ein indischer Geistlicher und emeritierter römisch-katholischer Bischof von Jaipur.

## Leben
Oswald Lewis empfing am 30. Dezember 1972 die Priesterweihe für das Bistum Lucknow.
Papst Johannes Paul II. ernannte ihn am 21. November 1997 zum Koadjutorbischof von Meerut. Die Bischofsweihe spendete ihm der Erzbischof von Agra, Cecil DeSa, am 16. April 1998; Mitkonsekratoren waren Patrick Nair, Bischof von Meerut, und Albert D’Souza, Bischof von Lucknow.
Am 20. Juli 2005 ernannte ihn Papst Benedikt XVI. zum ersten Bischof des mit gleichem Datum errichteten Bistums Jaipur.
Papst Franziskus nahm am 22. April 2023 seinen altersbedingten Rücktritt an.
Am 23. März 2024 stellte ihn Papst Franziskus dem Bischof von Ajmer, Pius Thomas D’Souza, als Apostolischen Administrator sede plena zur Seite, womit dessen Jurisdiktion ausgesetzt wurde. Am 1. Juni 2024 nahm der Papst D’Souzas vorzeitigen Rücktritt an. Oswald Lewis verwaltete das Bistum Ajmer bis zum Amtsantritt von D’Souzas Nachfolger John Carvalho am 11. Mai 2025 weiter als Apostolischen Administrator sede vacante.